# Under the Sea
Under the Sea von 1989 ist ein Lied aus dem Film Arielle, die Meerjungfrau. Geschrieben wurde es von Alan Menken (Musik) und Howard Ashman (Text) und ist dem Calypso zuzuordnen. Im Film versucht Sebastian, Arielle davon zu überzeugen, dass das Leben im Meer viel schöner ist als das auf dem Land und sie ihre Pläne, dorthin zu gehen, aufgeben sollte. Gesungen wird das Lied von Samuel E. Wright, dem Sprecher von Sebastian. In den deutschen Synchronisationen heißt das Lied Unter dem Meer oder Unten im Meer. In der ersten deutschen Synchronisation von 1989 übernahm Joachim Kemmer den Gesangspart, in der zweiten von 1998 Ron Williams. 
Under the Sea gewann den Oscar und den Golden Globe, jeweils in der Kategorie Bester Filmsong. Das Lied gewann auch den Grammy in der Kategorie Bester Song geschrieben für Film oder Fernsehen.
Die Filmversion des Liedes wurde als Single mit dem Interpreten Sebastian C. veröffentlicht. Diese Single erreichte für zwei Wochen die britischen Charts. Die beste Position war Platz 90.

## Coverversionen
Im Rahmen verschiedener Disneyprojekte coverten unter anderem Shaggy, die A*Teens, Raven-Symoné, Alvin und die Chipmunks, Booboo Stewart, Henri Salvador (Titel: Sous l‘océan), La Década Prodigiosa (Titel: Bajo el mar), Diogo Nogueira (Titel: Aqui No Mar) und Mannheim Steamroller das Lied. Die Suburban Legends veröffentlichten ihre Version auf ihrem Album Day Job, die Squirrel Nut Zippers ihre auf The Best Of Squirrel Nut Zippers As Chronicled By Shorty Brown.